# Tipula (Acutipula) repanda
Tipula (Acutipula) repanda is een tweevleugelige uit de familie langpootmuggen (Tipulidae). De soort komt voor in het Palearctisch gebied. 

## Determinatie
Tipula repanda kan worden onderscheiden van Tipula maxima door onder andere de opvallende driehoekige vlek in het midden van de vleugel. Bij T. maxima is de vlek aan de onderkant breed, terwijl deze bij T. repanda naar beneden toe in een punt loopt. Dit kenmerk komt ook voor bij Tipula repentina en Tipula triangulifera. In landen waar deze soorten ook voorkomt zijn is deze soort aan de hand van genetalia te ondscheiden.

## Verspreiding
Tiula repanda is bekend van Spanje, Portugal en het zuiden van Frankrijk.